# Chester Phillips
Chester Phillips (más conocido como Chester) fue un general de la Segunda Guerra Mundial en el Universo Marvel. Fue creado por Stan Lee y Jack Kirby, debutó en Tales of Suspense #63 (marzo de 1965). 
Tommy Lee Jones aparece en el universo cinematográfico de Marvel en Capitán América: el primer vengador (2011) y Capitán América: El Soldado de Invierno (2014).

## Biografía
En el contexto de las historias, el general Chester Phillips es uno de los oficiales del ejército que supervisa la selección de sujetos para el Proyecto: Renacimiento. Se interesa personalmente por Steve Rogers como el mejor candidato para la primera prueba. Tanto él como Abraham Erskine se niegan a permitir que el general Maxfield Saunders haga que Clinton McIntyre reciba el primer tratamiento completo. Cuando Saunders roba el suero y aparentemente mata a McIntyre, Phillips envía el cuerpo y Saunders es arrestado.
En particular, él admiraba al espíritu patriota de Rogers. Más tarde, Chester era partidario de convertir a Rogers como el eventual Super-Soldado Capitán América. Chester también supervisó la inicial formación de Rogers, así como algunas de sus primeras misiones.
Después del hecho, Chester era consciente de que un grupo militar no autorizado dio el Suero Super Soldado de Protocide, antes que Steve Rogers. Como muestra ninguna de las funciones de la vida, Chester cree que Protocide estaría acabado y la Asamblea General trató severamente a los autores a través de canales militares.
Phillips era un comandante duro de nariz que no toleraba los errores de sus cargos. Chester finalmente se retiró de los militares y vivió una vida larga. Lo mataron en una residencia de Kentucky. Él y el Capitán América fueron atacados por asesinos de Lemuria. Mientras combatía a sus agresores, a Chester le cortaron la garganta.

## En otros medios

### Televisión
- Chester Phillips ha sido adaptado para apariciones en dos programas de televisión animados: The Marvel Super Heroes y The Avengers: Earth's Mightiest Heroes.

### Películas
- El personaje también ha sido adaptado para Capitán América: el primer vengador, donde es coronel y es interpretado por Tommy Lee Jones.[3] Chester es el responsable (junto con Abraham Erskine y Peggy Carter) de que Steve Rogers se sometiera al proyecto "Rebirth" para transformar a Steve en un súpersoldado. Antes del proyecto, Chester no estaba de acuerdo con que Steve fuese el elegido, aunque después de que éste se sacrificase de manera heroica para proteger a un pelotón de reclutas en una granada, Chester cambió de opinión. Chester ayuda al Capitán América a derrotar a HYDRA, con Johann Schmidt al mando. Finalmente, el equipo del Capitán América ganan la batalla contra HYDRA.
- El mismo personaje fue mencionado durante el seguimiento de Marvel One-Shot, Agent Carter.
- El mismo personaje aparece en Capitán América: El Soldado de Invierno, donde se relata la historia de que Phillips, Howard Stark y Peggy Carter fundaron S.H.I.E.L.D. después de que SSR pudo derrotar a HYDRA.